# Quercus oidocarpa
Quercus oidocarpa là một loài thực vật có hoa trong họ Cử. Loài này được Korth. miêu tả khoa học đầu tiên năm 1844.